# Scott Warren
Scott Warren (Chicago, 3 de novembro de 1962) foi o último tecladista de heavy metal da banda Dio e Heaven & Hell.
Scott é um tecladista autodidata, tendo começado a tocar aos 6 anos. Mais tarde, ele treinou profissionalmente na Dick Grove School of Music.
Scott Warren foi um membro das bandas Warrant, Keel e Berlim, entre outras.
Scott se juntou a Dio para tocar teclado no álbum Strange Highways lançado em 1994. Permaneceu na banda até a morte de Dio em 2010 de câncer de estômago. Seu trabalho mais notável com a banda é o seu solo de teclado no álbum Killing the Dragon em uma faixa intitulada "Before The Fall".

Após a morte de Ronnie ele escreveu 

"Como posso expressar o que 17 anos ao lado de Ronnie agora significa para mim? Ele me levou em uma viagem incrível. Eu tenho sido abençoado pela sua presença e sua voz. Ele era meu pai adotivo, meu irmão, meu amigo, meu professor e meu advogado fiel. O nosso líder destemido. Ele nunca nos decepcionou. Ele nunca não foi para provar isso. Porque ele 'era' ele. Apenas um ato da classe. A vida sem ele nunca mais será a mesma. Contudo, não é porque destas coisas, que eu sei que ele está no céu. Mas isso é outra história.
Vou sentir saudades, meu caro amigo.

"RJD RIP"  
Scott também fez partes de teclados para Josh Silver da banda Type O Negative em sua última turnê.